# 1227年
| 千纪： | 2千纪 |
| 世纪： | 12世纪 \| 13世纪 \| 14世纪 |
| 年代： | 1190年代 \| 1200年代 \| 1210年代 \| 1220年代 \| 1230年代 \| 1240年代 \| 1250年代                                                               |
| 年份： | 1222年 \| 1223年 \| 1224年 \| 1225年 \| 1226年 \| 1227年 \| 1228年 \| 1229年 \| 1230年 \| 1231年 \| 1232年                                     |
| 纪年： | 丁亥年（猪年）；西夏寶義二年；蒙古太祖二十二年；金正大四年；南宋宝庆三年；蒲鲜万奴大同四年；大理仁壽元年；越南建中二年；日本嘉祿三年，安貞元年 |

## 大事记
- 中國
  - 元太祖成吉思汗率領蒙古大軍滅西夏，結束歷時22年的蒙古滅西夏之戰，蒙古大軍隨即於西夏都城中興府屠城。
  - 蒙古破沙州，敦煌進入蒙古－元朝時代。

## 逝世
- 8月22日——丘處機，金末元初全真道道士。
- 8月25日——元太祖成吉思汗，首位大蒙古国皇帝（蒙古帝国大汗）（1162年5月31日出生，65岁）
- 8月28日——夏末帝李睍，西夏末代君主。